# Vännäsberget
Vännäsberget è un'area urbana della Svezia situata nel comune di Överkalix, contea di Norrbotten.
La popolazione rilevata nel censimento 2010 era di  abitanti .